# Miltonvale Park
Miltonvale Park é um município rural canadense localizado no Condado de Queens, na Ilha do Príncipe Eduardo. A população no censo de 2016 era de 1.148 pessoas.